# Anselmo Lurago
Anselmo Lurago, o Anselmo Martino Lurago (Como, 1701 – Praga, 29 novembre 1765), è stato un architetto italiano.
Proveniente da una famiglia di architetti e capomastri di Pellio Intelvi, presso Como (dal 2017 incorporato, insieme agli ex comuni di Lanzo d'Intelvi e Ramponio Verna, nel nuovo comune di Alta Valle Intelvi), fu allievo di Kilian Ignaz Dientzenhofer, capomastro a Praga, del quale sposò anche la figlia.
Egli portò a compimento alcune delle opere del suocero, rimaste incompiute. Importanti sono gli edifici del Palazzo Czernin, come le torri delle facciate di numerose chiese in Boemia.

## Opere
- Cappella della Santa Croce nel quartiere praghese di Hradčany
- Chiesa dell'Assunta
- Monastero di Strahov
- Palazzo Černín
- Palazzo Kinsky
- Palazzo Sylva-Taroucca
- Campanile della Chiesa di San Nicola in Malá Strana
- Cattedrale di San Clemente (realizzata su progetto di František Kaňka).